# Protanaissus alvesi
Protanaissus alvesi is een naaldkreeftjessoort uit de familie van de Tanaissuidae. De wetenschappelijke naam van de soort is voor het eerst geldig gepubliceerd in 1996 door Gutu.